# راچینس
راچینس (به ایتالیایی: Racines) یک منطقهٔ مسکونی در ایتالیا است که در تیرول جنوبی واقع شده‌است.

## خصوصیات
راچینس ۲۰۳٫۶ کیلومترمربع مساحت و ۴٬۳۶۳ نفر جمعیت دارد.

## نگارخانه

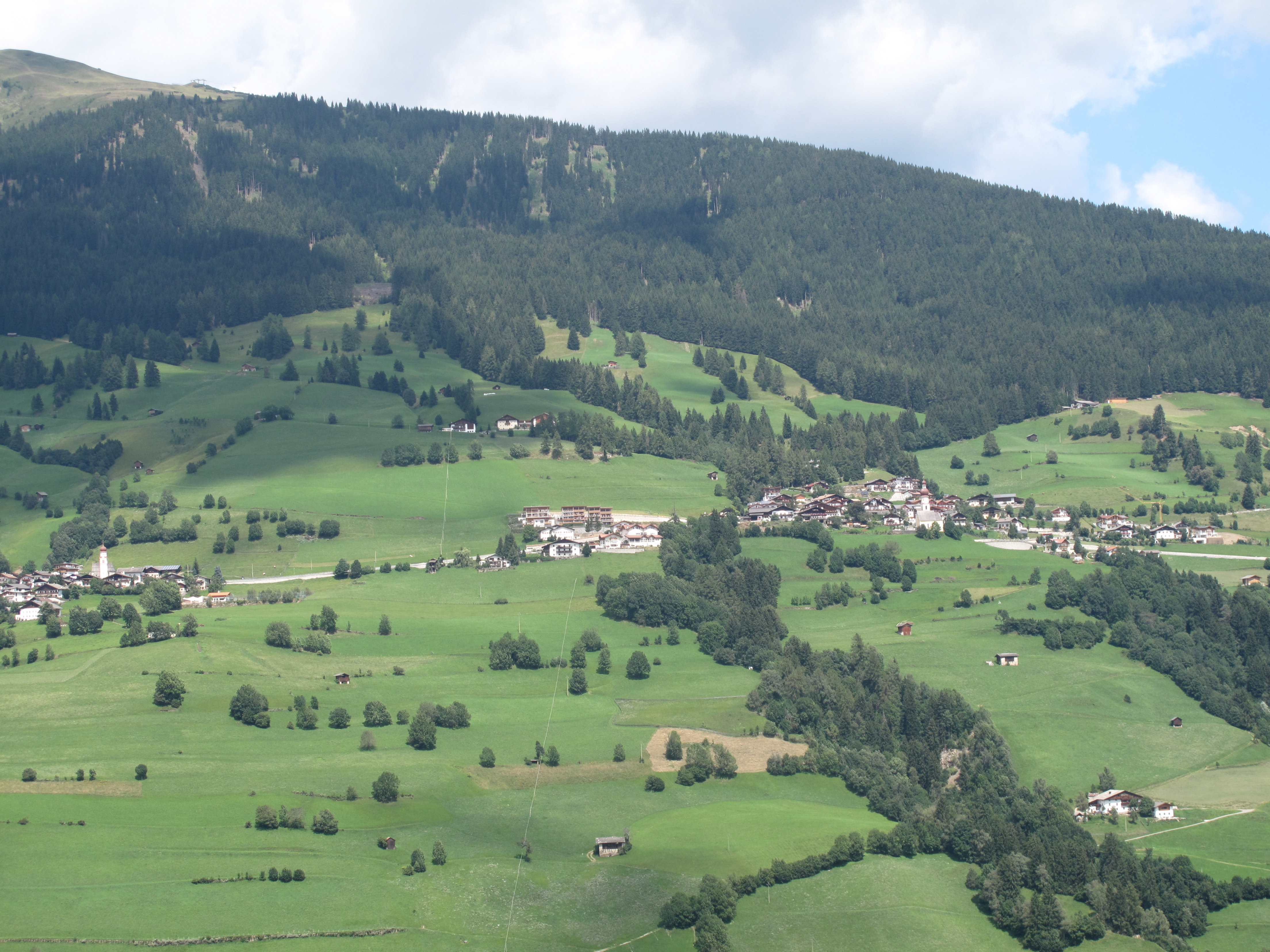
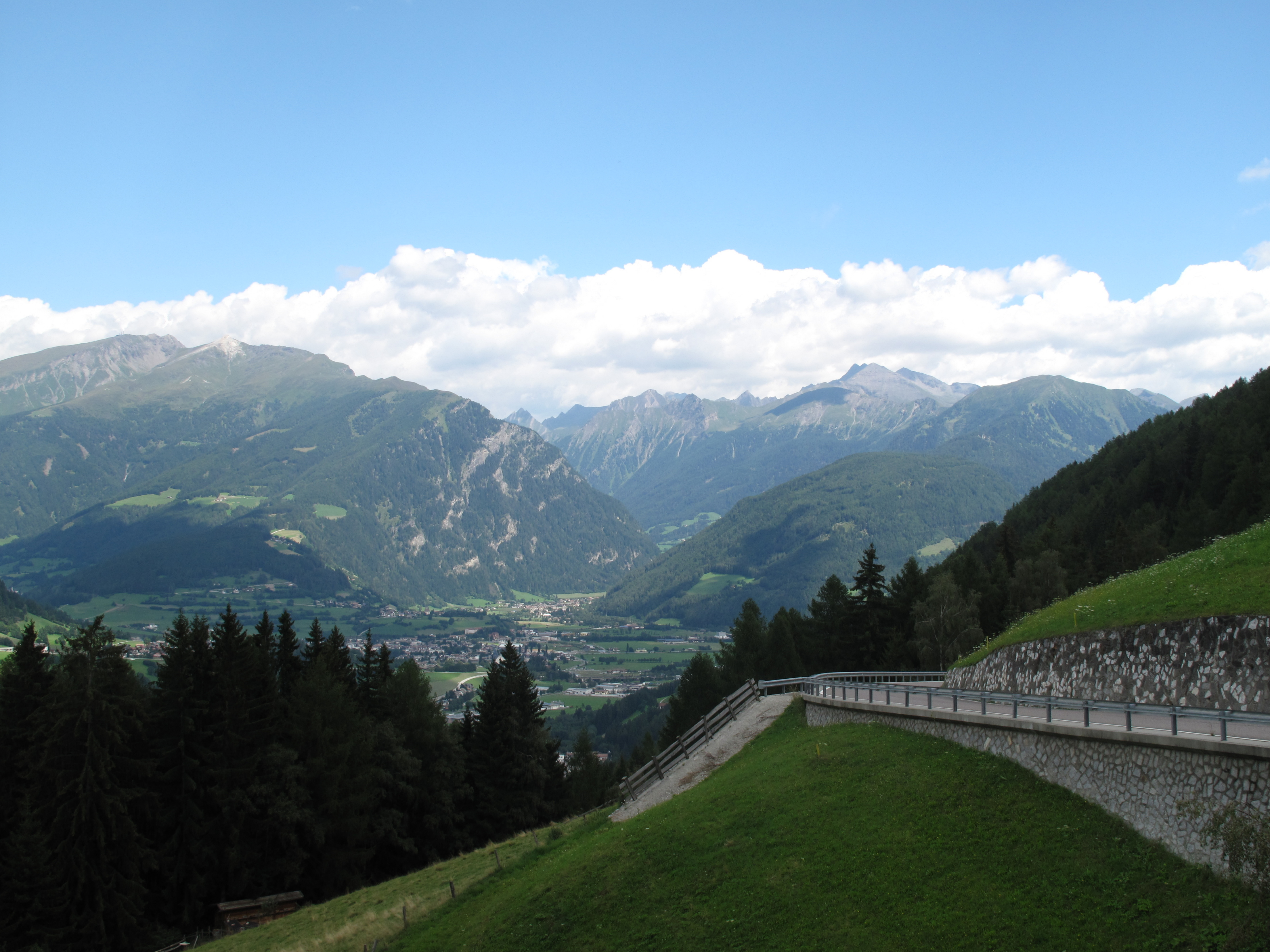
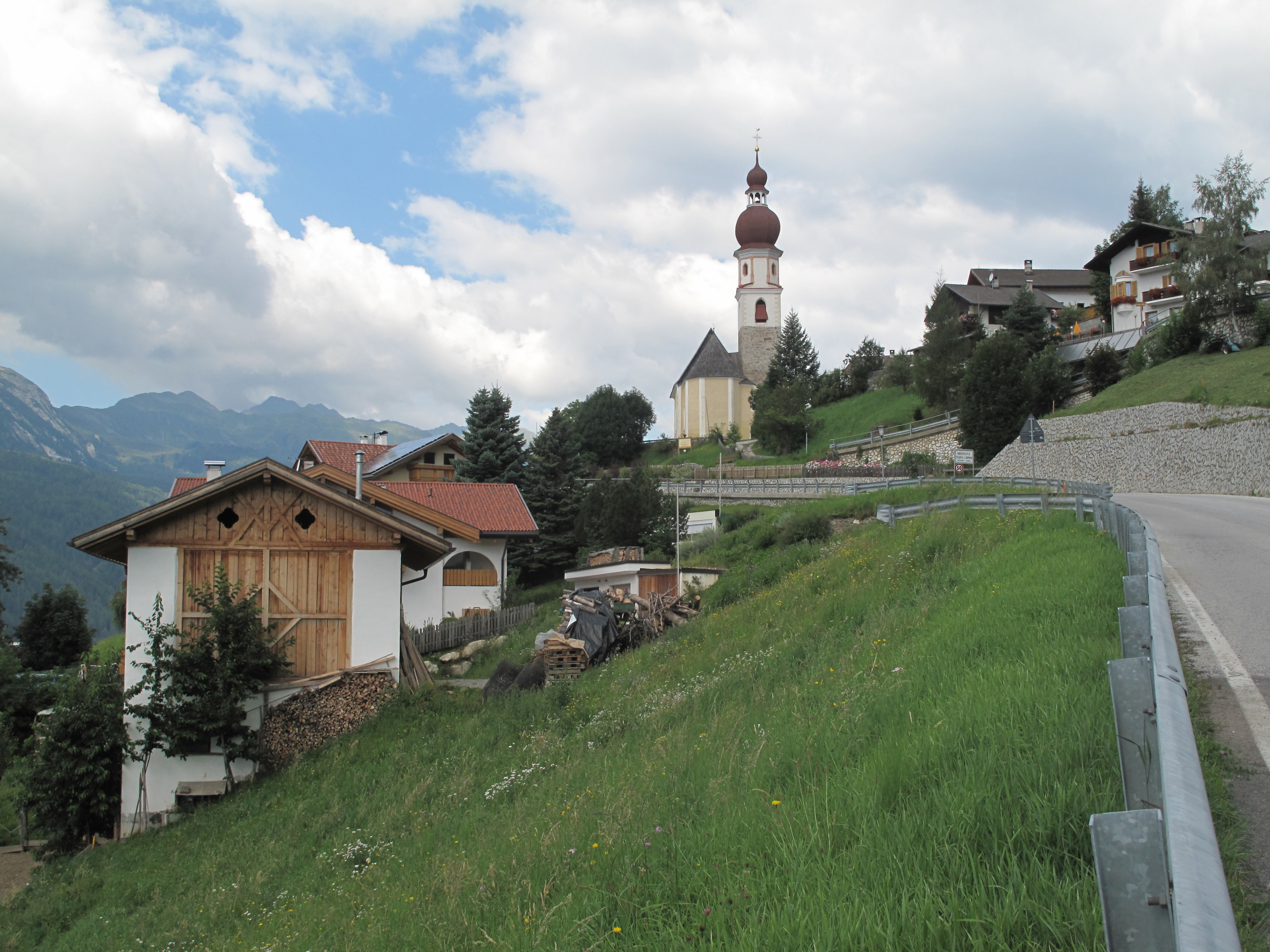
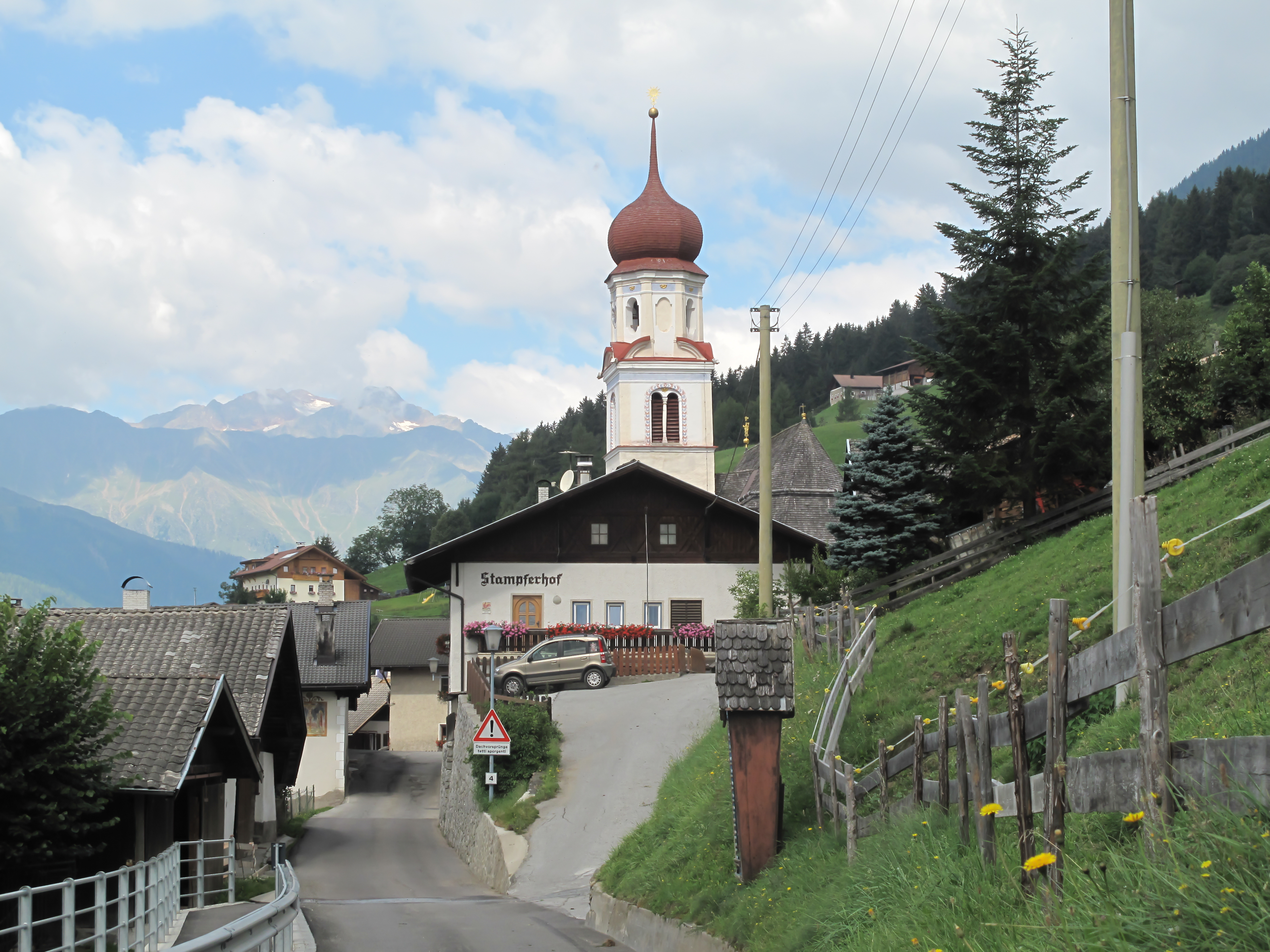
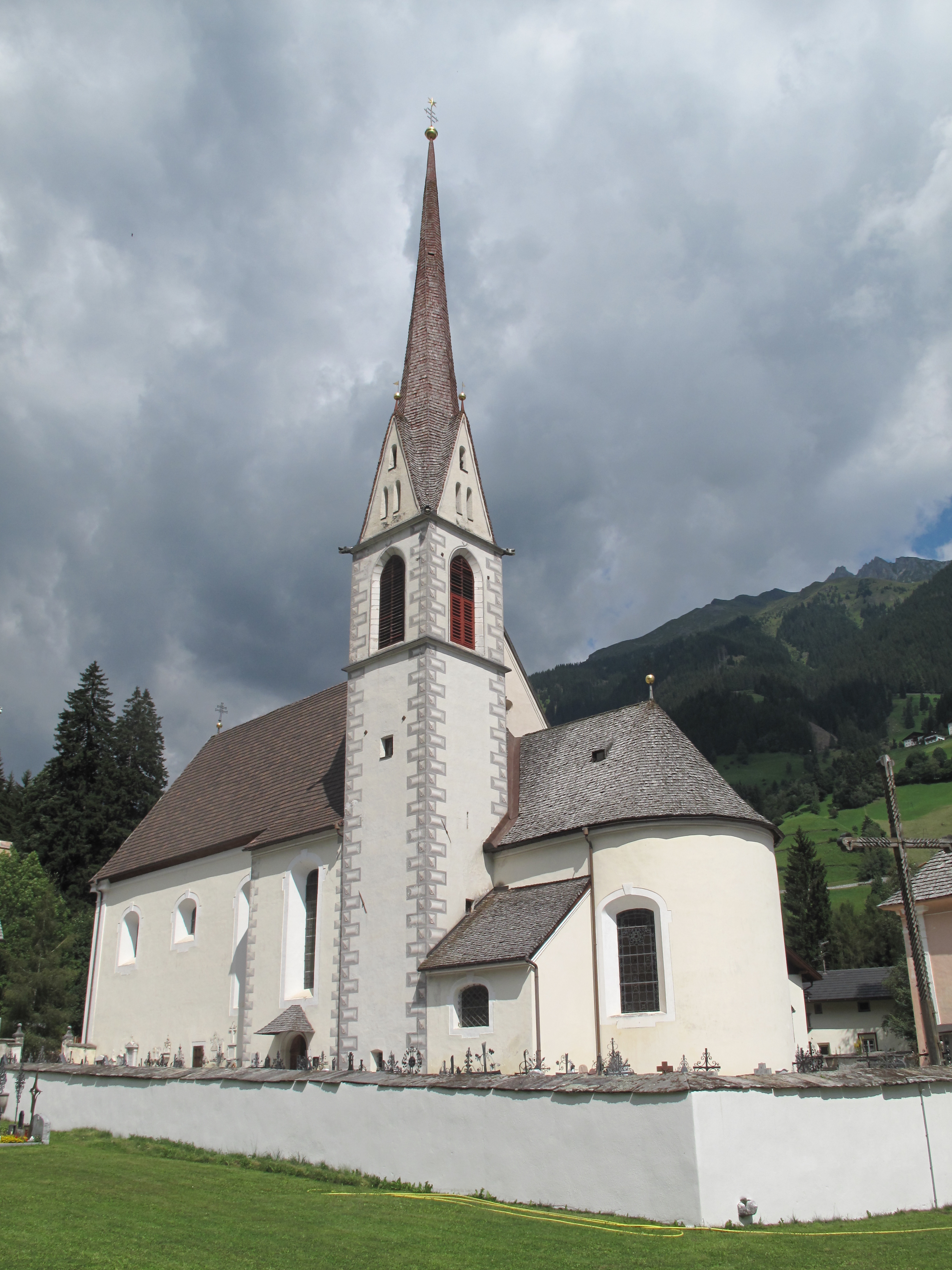
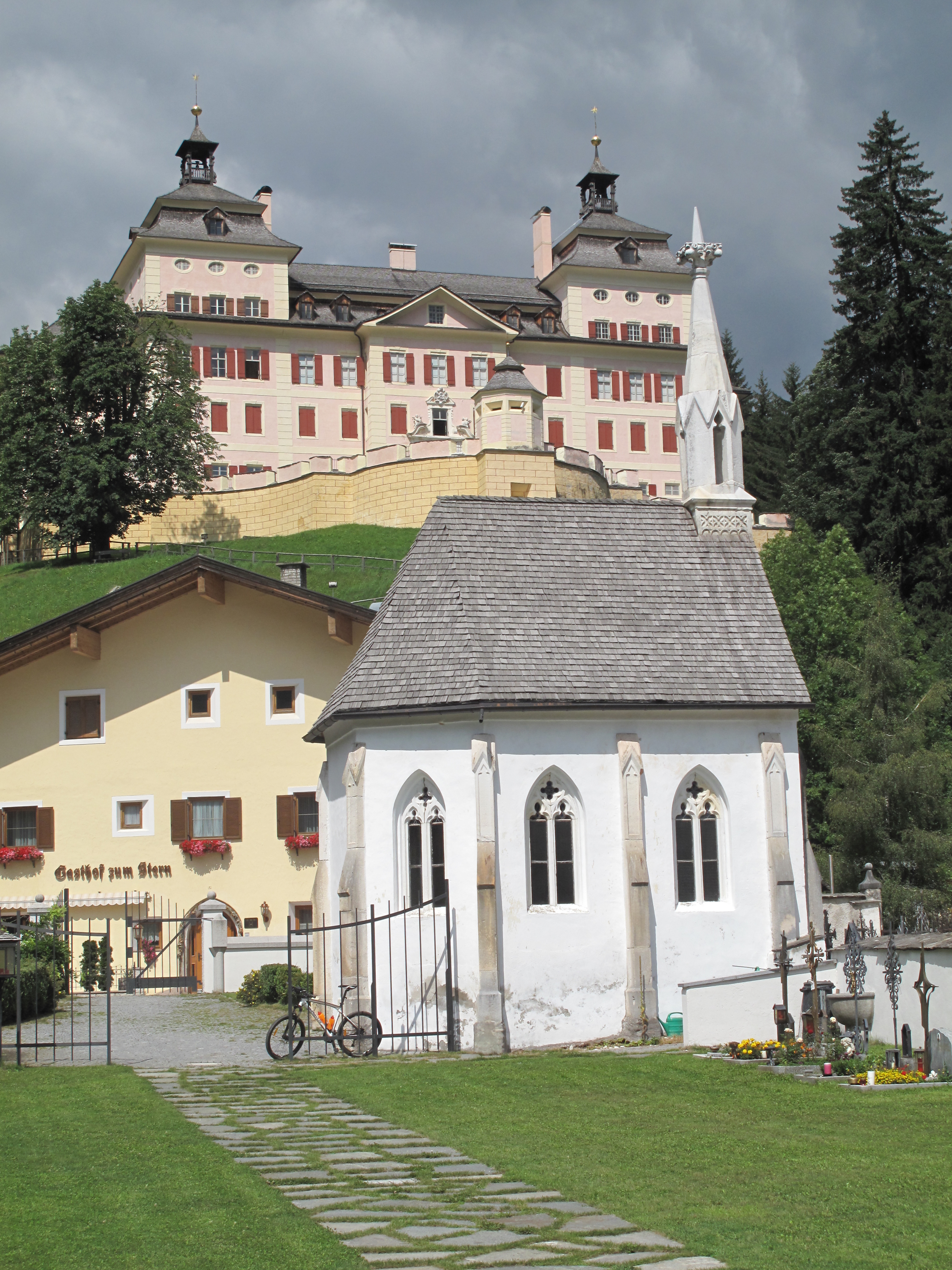
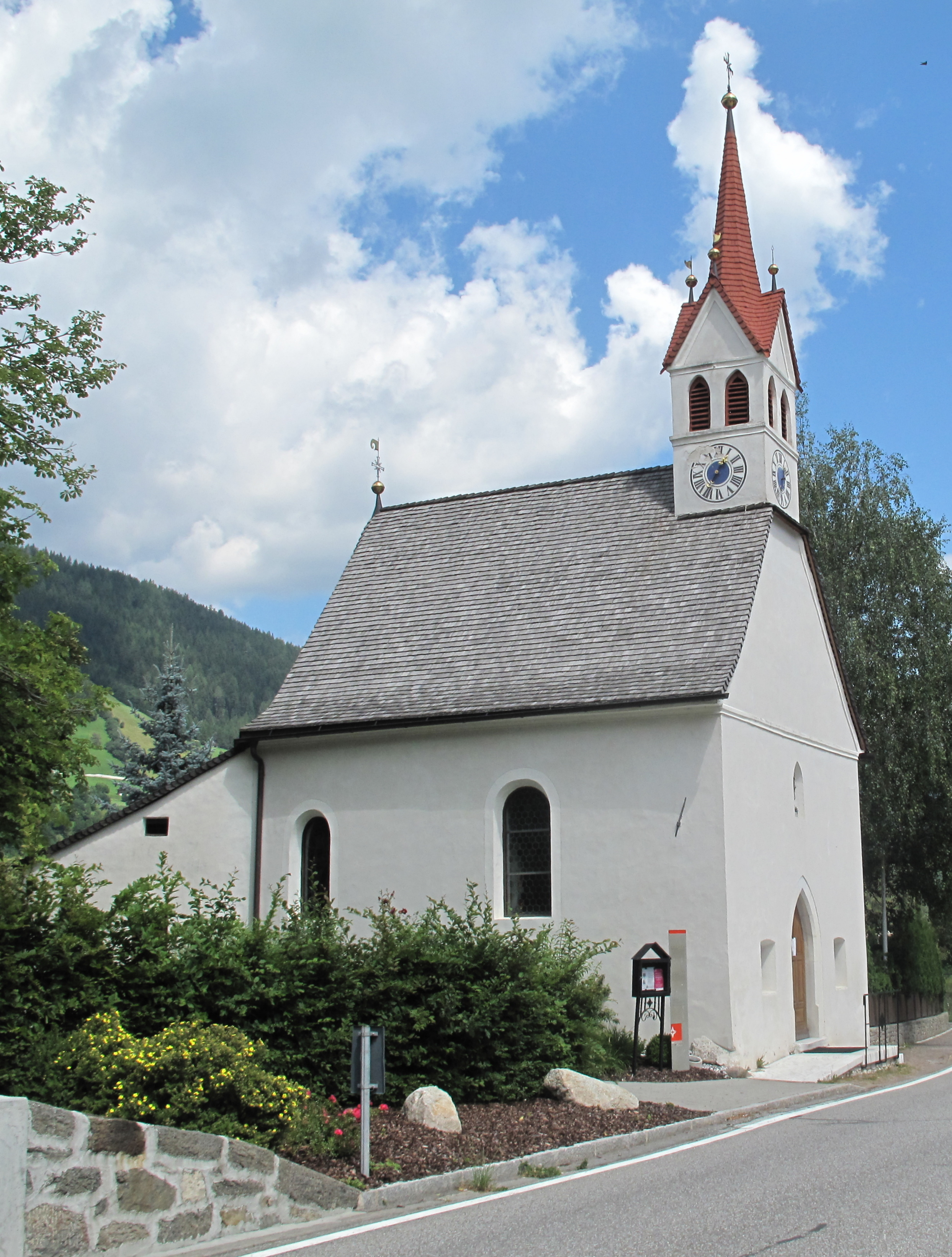
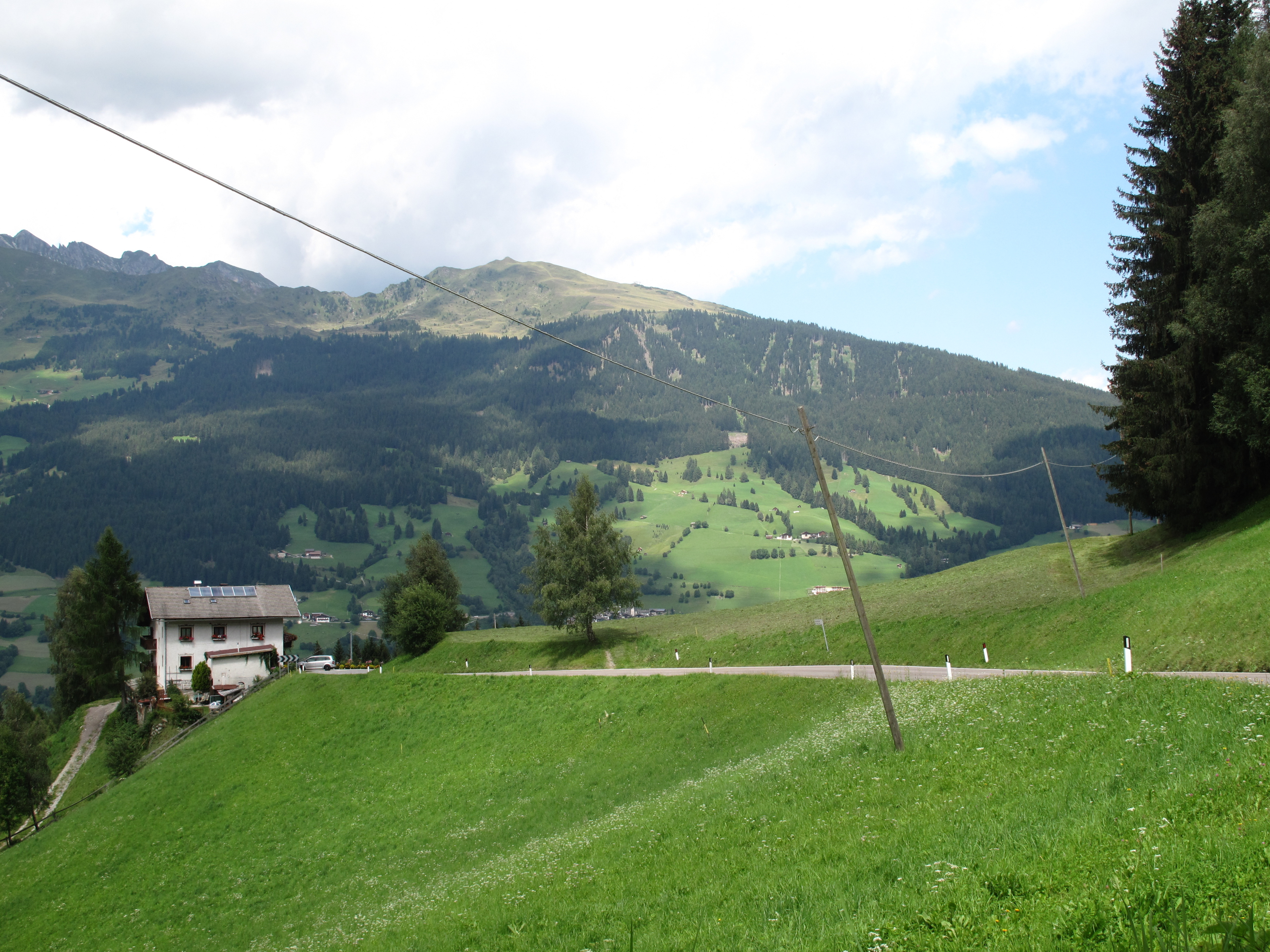
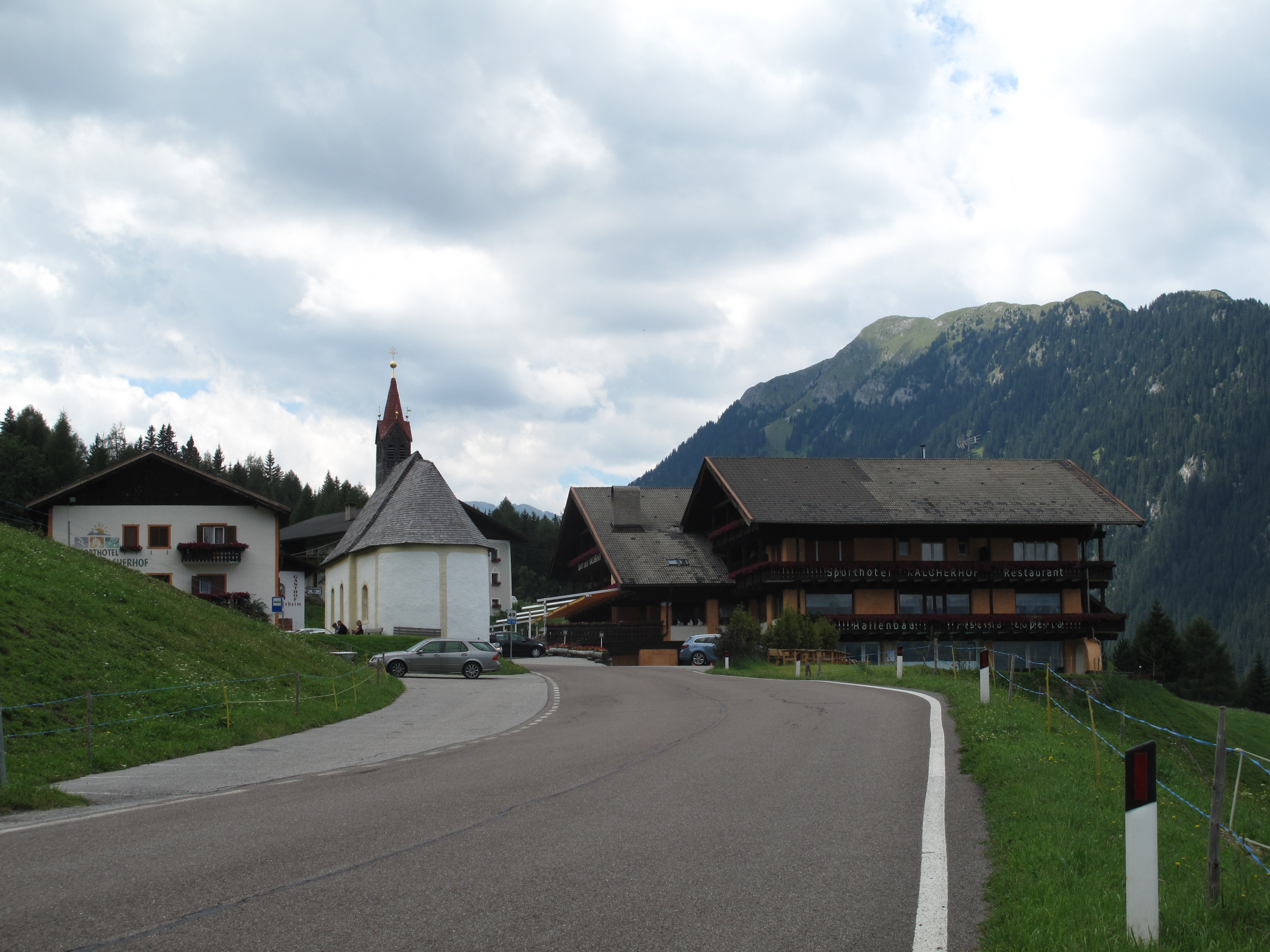